# 児玉衛一
児玉 衛一（こだま もりかず、旧字体：兒玉 衞一、1883年〈明治16年〉10月27日 - 1952年〈昭和27年〉4月7日）は、大正から昭和にかけての日本の実業家・資産家。長野県小県郡和村（現・東御市）出身。上田殖産銀行（旧・信濃銀行）頭取・大正自動車代表・八十二銀行取締役・長野電気取締役・長野県会議員などを歴任。

## 経歴
児玉衛一は、1883年（明治16年）10月、児玉猛次郎の長男として生まれた。父が早世したため祖父・彦助の手により育つ。彦助は長野県小県郡和村（後の東部町、現・東御市）の大地主・多額納税者で、村の収入役・助役や第十九銀行（上田市）監査役などを務めた人物である。松本市の松本中学校を経て上京し、早稲田大学政治経済学部を1905年（明治38年）に卒業する。一年志願兵として陸軍に入ったのち、日露戦争後に在郷軍人会和分会の初代会長となり、次いで村の青年会長に選ばれた。
1922年（大正11年）に祖父より家を継ぎ、農業を経営しつつ複数の会社役員を兼ねた。祖父が死去時まで役員を務めた第十九銀行では1925年（大正14年）1月監査役に選ばれる。1930年（昭和5年）4月には上高井郡須坂町（現・須坂市）に本社を置く電力会社信濃電気の取締役に新任された。さらに翌1931年（昭和6年）8月に第十九銀行と六十三銀行の合併により八十二銀行が発足するとその取締役に収まった。実業界進出の傍ら、1925年4月和村村会議員に当選し1928年（昭和3年）12月まで1期在職する。さらに1927年（昭和2年）9月実施の長野県会議員選挙に立憲民政党から立候補して当選し、2期8年にわたり県会議員を務めた。
1934年（昭和9年）4月、岡谷市の倉庫会社諏訪倉庫の監査役に就任。1937年（昭和12年）3月、信濃電気と長野電灯の合併により新会社・長野電気（初代社長小坂順造）が発足すると取締役に就任する。同社取締役には1942年（昭和17年）5月に会社が解散するまで在任している。
長野県外では、東京市内の大正自動車株式会社という路線バス会社の代表を務めた。同社は中野区新井にあった資本金5万円の会社で、中野坂上を起点に中野駅・沼袋駅を経て練馬駅へと至る路線を運営していた。その後1935年（昭和10年）7月に東京横浜電鉄（東急電鉄の前身）の系列に入って五島慶太が社長に就任、翌年6月同社系の東横乗合に吸収されている。また1932年（昭和7年）6月資本金3万円で北多摩郡調布町（現・調布市）に武蔵野乗合自動車を設立、安全自動車から吉祥寺駅と調布を結ぶバス路線を引き取って営業を始めた。社長には運送業を営む河合鑛を立てており、児玉自らは取締役に留まっている。
1941年（昭和16年）1月27日、山本荘一郎の後任として長野県上田市に本店を置く信濃銀行の頭取（第5代）に就任した。信濃銀行は1928年（昭和3年）5月に長野県内の9銀行が合同して発足した銀行であるが、世界恐慌が長野県の蚕糸業に直撃した影響を受けて1930年（昭和5年）11月支払い停止に追い込まれ、長く事業停止の状態にあった。児玉は事業停止後の1932年5月に総辞職に伴う役員総改選で監査役となっていた。頭取就任後の1942年（昭和17年）8月、鈴木登長野県知事の斡旋で最終整理案が確定され、信濃銀行は資本金200万円の「上田殖産銀行」として同年11月11日より営業再開に漕ぎつけた。ただし上田殖産銀行の営業期間は短く、太平洋戦争下の一県一行政策を背景に1943年（昭和18年）11月八十二銀行へと事業を譲渡し、銀行としての役割を終えた。
戦後の1947年（昭和22年）10月諏訪倉庫監査役を辞任。1949年（昭和24年）8月には経営不振に陥っていた武蔵野乗合自動車を国際興業へ売却し、同社の取締役から退いた。なお武蔵野乗合自動車は翌1950年（昭和25年）に小田急電鉄の傘下へと移り、小田急バスへと社名を変更している。1952年（昭和47年）4月7日、児玉は八十二銀行取締役在任のまま死去した。68歳没。

## 家族
祖父の児玉彦助は嘉永4年（1851年）生まれ。家業は醤油醸造業で、大地主・多額納税者でもあった。公職では村の収入役・助役、村会議員を務め、実業界では1906年から第十九銀行監査役、1919年から1922年（大正11年）の死去時まで同社取締役を務めた。父の猛次郎は彦助の養子である。
次弟の児玉真造（猛次郎三男、1891 - 1945年）は醤油醸造業を継ぎアミノ酸醤油の製法を開発、東京に「日本アミノサン醤油株式会社」を設立（1935年9月設立、社長は兄・衛一で自身は専務）して醤油醸造業を拡大した。三弟の誠（猛次郎四男）は医学博士となり満鉄衛生研究所病理部長を務めた。また妹まちよは七沢康太郎（七沢清助の甥、和洋菓子商）に嫁いだ。
子は三男四女あり、長女松子は鈴木鶴治（長野市、多額納税者で八十二銀行取締役）の養子・英次に嫁いだ。